# Comunelli
I comunelli sono terreni demaniali dati in concessione ai residenti per le necessità primarie. Coincidono con vecchie suddivisioni di Comuni soppressi nel corso dei secoli e aggregati nei Comuni maggiori. Sono dei demani gestiti a livello di frazione, con gli usi civici attribuiti in genere solo agli abitanti originari di un villaggio.

## Storia
La loro origine il più delle volte viene indicata ab immemorabili, residuo di un'epoca, come quella alto-medioevale in cui la proprietà collettiva era la regola, e non l'eccezione. Anche quando il sovrano distribuì ai propri vassalli i feudi, gli abitanti dei singoli villaggi conservarono alcuni diritti, su terreni demaniali, variamente denominati nei diversi luoghi.
Nella Lombardia del Settecento la sovrana austriaca  Maria Teresa d'Austria realizzò il catasto, che non solo permise una imposizione fiscale più equa, ma semplificò l'enorme sovrapporsi di diritti, soprusi e tradizioni. Pur nella ventata illuminista che portò all'affermarsi della piena proprietà fondiaria in mano a nobili e borghesi, tuttavia sopravvissero in zone montane ancora i comunelli.
Lo stesso dicasi delle zone appenniniche della Toscana e dell'Emilia. 
La legislazione dell'Emilia in particolare più volte cita i comunelli come forme di diritti delle popolazioni su terreni boschivi demaniali.
L'Università di Trento sta compiendo l'opera sistematica della ricostruzione degli antichi diritti. Per gli Stati Parmensi è stato possibile informatizzare l'enorme massa di dati risultanti dal Catasto del 1828, da cui emergevano le proprietà indivise e i comunelli spesso usurpati.